# UCI ProTour 2007
El UCI ProTour 2007 fue la tercera edición del sistema UCI ProTour, en el cual los equipos de categoría UCI ProTeam (primera categoría) tuvieron garantizada y obligada la participación en todas las carreras con dicha denominación de UCI ProTour.
La disputa entre los organizadores de las Grandes Vueltas y la UCI sembró dudas sobre el futuro de la competición, puesto que las carreras que organizaban estas Vueltas anunciaron que podrían saltarse esas normas, declarando al 100% la guerra a la UCI.
Tras la reunión del 5 de marzo de 2007, se produjo un acuerdo entre la UCI y los organizadores de las 11 carreras "rebeldes" (organizadores de las Grandes Vueltas), tras el cual todos los equipos UCI ProTour excepto los introducidos ese año del Unibet.com y el Astana participarían en todas las carreras "rebeldes" del calendario UCI ProTour. Estos dos debieron ser invitados, aunque gozaron de un favoritismo por pertenecer al grupo. El Astana si compitió en la gran mayoría de las carreras implicadas en el contencioso mientras el Unibet.com solo fue admitido en la Milán-San Remo a causa de problemas legales con su patrocinio en Francia, que, por la unión de los organizadores de las Grandes Vueltas, las carreras organizadas por estas también apoyaron el veto en esas otras carreras fuera de Francia; hecho que provocaría la desaparición del equipo. El resto de equipos estuvieron de pleno derecho (ver Disputa entre la UCI y los organizadores de las Grandes Vueltas).
Sin embargo, el Astana, debido a problemas internos derivados del positivo de Alexandre Vinokourov en pleno Tour de Francia 2007 no participó en las carreras posteriores que en principio sí tenía invitación obligada como la Clásica de San Sebastián, Vuelta a Alemania, Vattenfall Cyclassics y Eneco Tour.

## Equipos (20)
| - Francia (5) - Ag2r Prévoyance - Bouygues Télécom - Cofidis, Le Crédit par Téléphone - Crédit Agricole - Française des Jeux - Estados Unidos (1) - Discovery Channel Pro Cycling Team | - España (3) - Caisse d´Epargne - Euskaltel-Euskadi - Saunier Duval-Prodir - Alemania (2) - Gerolsteiner - T-Mobile Team | - Italia (3) - Lampre-Fondital - Liquigas - Team Milram - Dinamarca (1) - Team CSC - Suiza (1) - Astana | - Bélgica (2) - Predictor-Lotto - Quick Step-Innergetic - Países Bajos (1) - Rabobank - Suecia (1) - Unibet.com |

Además, también pudieron participar mediante invitación equipos de categoría Profesional Continental (segunda categoría) aunque sin poder puntuar.

## Carreras (27)
| Fecha                 | Carrera                      | Vencedor             | Equipo del vencedor  |
| --------------------- | ---------------------------- | -------------------- | -------------------- |
| 11-18 de marzo        | París-Niza                   | Alberto Contador     | Discovery Channel    |
| 14-20 de marzo        | Tirreno-Adriático            | Andreas Klöden       | Astana               |
| 24 de marzo           | Milán-San Remo               | Óscar Freire         | Rabobank             |
| 8 de abril            | Tour de Flandes              | Alessandro Ballan    | Lampre-Fondital      |
| 9-14 de abril         | Vuelta al País Vasco         | Juan José Cobo       | Saunier Duval-Prodir |
| 11 de abril           | Gante-Wevelgem               | Marcus Burghardt     | T-Mobile             |
| 15 de abril           | París-Roubaix                | Stuart O'Grady       | CSC                  |
| 22 de abril           | Amstel Gold Race             | Stefan Schumacher    | Gerolsteiner         |
| 25 de abril           | Flecha Valona                | Davide Rebellin      | Gerolsteiner         |
| 29 de abril           | Lieja-Bastoña-Lieja          | Danilo Di Luca       | Liquigas             |
| 1-6 de mayo           | Tour de Romandía             | Thomas Dekker        | Rabobank             |
| 12 de mayo-3 de junio | Giro de Italia               | Danilo Di Luca       | Liquigas             |
| 21-27 de mayo         | Volta a Cataluña             | Vladímir Karpets     | Caisse d'Epargne     |
| 10-17 de junio        | Critérium du Dauphiné Libéré | Christophe Moreau    | Ag2r Prévoyance      |
| 16-24 de junio        | Vuelta a Suiza               | Vladímir Karpets     | Caisse d'Epargne     |
| 24 de junio           | Eindhoven CRE                | CSC                  | CSC                  |
| 7-29 de julio         | Tour de Francia              | Alberto Contador     | Discovery Channel    |
| 4 de agosto           | Clásica de San Sebastián     | Leonardo Bertagnolli | Liquigas             |
| 10-18 de agosto       | Vuelta a Alemania            | Jens Voigt           | CSC                  |
| 19 de agosto          | Vattenfall Cyclassics        | Alessandro Ballan    | Lampre-Fondital      |
| 22-29 de agosto       | Eneco Tour                   | José Iván Gutiérrez  | Caisse d'Epargne     |
| 1-23 de septiembre    | Vuelta a España              | Denis Menchov        | Rabobank             |
| 2 de septiembre       | Gran Premio de Plouay        | Thomas Voeckler      | Bouygues Télécom     |
| 9-15 de septiembre    | Tour de Polonia              | Johan Van Summeren   | Predictor-Lotto      |
| 7 de octubre          | Campeonato de Zúrich         | ----------           | ----------           |
| 14 de octubre         | París-Tours                  | Alessandro Petacchi  | Milram               |
| 20 de octubre         | Giro de Lombardía            | Damiano Cunego       | Lampre-Fondital      |

1. 1 2  El Campeonato de Zúrich no se disputó, debido a la falta de patrocinadores de la carrera, según informó la organización, el 19 de abril de 2007 en un comunicado oficial, con lo que finalmente fueron 26 las carreras puntuables.

## Clasificaciones finales

### Clasificación individual
| Posición | Ciclista           | Equipo            | Puntos |
| -------- | ------------------ | ----------------- | ------ |
| 1        | Cadel Evans        | Predictor-Lotto   | 247    |
| 2        | Davide Rebellin    | Gerolsteiner      | 197    |
| 3        | Alberto Contador   | Discovery Channel | 191    |
| 4        | Alejandro Valverde | Caisse d'Epargne  | 190    |
| 5        | Óscar Freire       | Rabobank          | 182    |

### Clasificación por equipos
| Posición | Equipo                | Puntos |
| -------- | --------------------- | ------ |
| 1        | CSC                   | 392    |
| 2        | Liquigas              | 354    |
| 3        | Caisse d'Epargne      | 337    |
| 4        | Ag2r Prévoyance       | 324    |
| 5        | Quick Step-Innergetic | 310    |

### Clasificación por países
| Posición | País       | Puntos |
| -------- | ---------- | ------ |
| 1        | España     | 849    |
| 2        | Italia     | 728    |
| 3        | Australia  | 520    |
| 4        | Rusia      | 437    |
| 5        | Luxemburgo | 377    |

- Actualizado el 20 de octubre de 2007 (final, tras el Giro de Lombardía).